# داته مونیمورا
داتِ مونِ مورا (伊達宗村 Date Munemura, ۲۵ ژوئن ۱۷۱۸ – ۲۱ ژوئن ۱۷۵۶) سامورایی‌های دوره اودو و دایمیو قلمروی سندای در منطقه توهوکو ذر شمال ژاپن خاندان داته است.
مونِ مورا چهارمین پسر داتِ سوشیمورا بود. دو نفر از برادران بزرگتر او در جوانی مردند. و سومین برادر او داتِ موراکوزه یک خانواده جداگانه تشکیل داد، بنابراین او وارث خاندان شد. نام دوران کودکی او داتِ هیسامورا (伊達久村 Date Hisamura)؛ بود وی پس از طی دوره شوگان توکوگاوا یوشیمونه، و دریافت کانجی از نام شوگان این نام به او داده شد و به صورت رسمی جانشین خاندان شد. او دختر توکوگاوا مونِ نااو از دایمیو در قلمرو کیشو را نامزد کرد. او دایمیو در ۱۷۴۳ بر بازنشستگی پدرش شد. به او به عنوان یک مرد با استعدادهای بسیاری اشاره شده است. او با عنوان پدرش به خاطر دستاوردهای نوشته‌های پدرش در تاریخ شناخته شده است، و همچنین در سوارکاری، کنجوتسو (شمشیربازی)، سوارکاری - استراتژی نظامی و هوجتسو (نوعی سلاح جنگی) چیرگی داشت.